# Eriko Arakawa
Eriko Arakawa (Tóquio, 30 de outubro de 1979) é uma futebolista japonesa que atua como atacante. Atualmente, joga pelo Urawa Red Diamonds Ladies.

## Carreira
Arakawa fez parte do elenco da Seleção Japonesa de Futebol Feminino, nas Olimpíadas de 2004 e 2008.